# Alpamayo
Alpamayo är en 5 947 meter hög bergstopp i bergskedjan Cordillera Blanca i departementet Áncash i Peru. 
Alpamayo räknas som ett av världens vackraste berg, och blev vid en tävling i Tyskland 1966 om världens vackraste vyer utsedd till världens vackraste snötäckta bergstopp.